# Giọt lệ trong hồn
Giọt lệ trong hồn (tiếng Anh: The Tears of My Soul) là quyển hồi ký của Kim Hyon-hui, cựu đặc vụ Bắc Triều Tiên từng gây tiếng vang từ vụ đặt bom trên chuyến bay 858 của Korean Air do William Morrow and Co. xuất bản vào năm 1993. Tác phẩm này kể lại một trong số những hành động khủng bố dưới sự bảo trợ của Cộng hòa Dân chủ Nhân dân Triều Tiên trong suốt 40 năm qua.
Kim Hyon-hui kể lại câu chuyện về việc chính phủ Bắc Triều Tiên đã chọn bà vào làm điệp viên và được nhà lãnh đạo Kim Jong-il giao nhiệm vụ làm nổ tung một chiếc máy bay của Hàn Quốc. Cuốn sách kể chi tiết về quá trình huấn luyện ban đầu và đời sống tiệc tùng của bà ở Ma Cao, Hải Nam, và khắp châu Âu; hành động khủng bố của Kim; cùng phiên tòa xét xử bà sau đó, quá trình ân xá và hòa nhập vào xã hội Hàn Quốc.
Cuốn sách này từng được dịch sang một số ngôn ngữ trên thế giới bao gồm cả tiếng Đức.

Kim đã viết những dòng chữ ở đầu trang sách như sau:
Cuốn sách này dành tặng cho gia đình các nạn nhân của chuyến bay 858. Tất cả số tiền thu được từ sách sẽ quyên góp dành cho họ.
Rémi Kauffer trong Sách đen chủ nghĩa cộng sản từng bày tỏ một số dè dặt về độ xác thực của Giọt lệ trong hồn khi nêu nhận định vào năm 1997: "Vẫn còn quá sớm để xác định bao nhiêu phần trăm của cuốn sách này là bịa đặt".